# Charles de Rodes
Charles Joseph Marie Ghislain Rodriguez d'Evora y Vega, marquis de Rodes, souvent abrégé en Charles de Rodes, est un homme politique et écrivain belge, baron de Beerlegem né à Gand le 12 juin 1790 et décédé à Beerlegem, le 26 septembre 1868. Il fut notamment membre du Congrès national belge pour l'arrondissement de Gand.

## Biographie

### Famille
Charles est le fils de Charles-Joseph-Antoine Rodriguez d'Evora y Vega, marquis de Rodes, baron de Berlegem, souverain panetier de Flandre, gentilhomme de la maison de S. M. Catholique, et de Thérèse-Fréderique-Ghislaine, baronne de Draeck.

### Carrière politique
En 1814, il fait partie de la commission provinciale organisée à Gand après le départ des troupes françaises. Il accompagne les députés bruxellois vers à Paris pour connaître les dispositions des princes alliés au sujet du sort de la Belgique.
Lorsque Guillaume d'Orange est désigné pour porter la couronne des Pays-Bas, il fait connaître son désir d'organiser sa maison sur le modèle de l'ancienne cour autrichienne. Charles de Rodes est alors nommé chambellan, avant que cette fonction lui soit retirée parce qu'il ne voulait pas prêter serment à la loi fondamentale.
Élu membre des Etats provinciaux en 1822, il prête serment la même année. Sa charge lui est retirée en 1825, ce qui ne l'empêche pas, lorsque le mouvement révolutionnaire commence à s'accentuer en Belgique, de signer plusieurs pétitions en vue d'obtenir des libertés nouvelles.
Élu membre du Congrès national, il y représente le district de Gand. Il vote le 23 novembre l'exclusion des Nassau, et, lors du choix d'un souverain, ses préférences s'orientent pour la candidature du duc de Leuchtenberg, opposée à celle du duc de Nemours. Cette dernière gagné l'élection (malgré le vote défavorable qu'il avait émis), il fut désigné pour faire partie des commissaires envoyés à Paris pour offrir la couronne au fils du roi des Français. Le 4 juin 1831, de Rodes vote pour le prince Léopold de Saxe-Cobourg.
Après l'établissement de la Chambre et du Sénat, de Rodes devient sénateur, d'abord en tant que représentant de l'arrondissement de Gand. Mais, à partir de 1835, il marque ses préférences pour l'arrondissement d'Audenarde, où se trouvait Beerlegem, dont il était bourgmestre. Il fut un des sénateurs avec la plus longue carrière, ayant fait partie du Sénat de sa création jusqu'à son décès, soit pendant trente-sept ans.
Durant cette période, des fonctions importantes dans le bureau de l'assemblée lui ont été confiées à diverses reprises : il a été secrétaire en 1831,1837, 1840, 1842 et 1844; secrétaire suppléant en 1836, 1839 et 1841 ; questeur de 1851 à 1861 et en 1862.

### Décorations
Le marquis de Rodes était grand officier de l'Ordre de Léopold, décoré de la Croix de fer, commandeur de l'ordre de la branche Ernestine de Saxe, chevalier de la Légion d'honneur.

### Vie privée
Il épouse Marie-Louise d'Andelot le 31 décembre 1810, fille de Louis-Gabriel, comte d'Andelot, et d'Anne de Rodoan.

## Sources
- E. Coppieters Stochove, Rodriguez d'Evora y Vega, Charles, in Biographie nationale de Belgique, t. XIX, Brussel, 1907, col. 626-629)
- Carl Beyaert, Biographie des membres du Congrès national, Bruxelles, 1930, pg. 59.
- Essai sur la nationalité du peuple belge, Charles Joseph Marie Ghislain Rodriguez d'Evora y Vega (marquis de Rodes), 1838